# Обавјештајно-безбједносна служба Републике Српске
Обавјештајно-безбједносна служба Републике Српске (ОБС РС) била је посебан орган за обавјештајни и контраобавјештајни рад у циљу заштите уставног уређења и безбједности Републике Српске од 1998. до 2004. године.

## Дјелокруг
Основана је 1998. године на основу Закона о Обавештајно-безбедносној служби Републике Српске. Служба је замијенила претходни Ресор државне безбједности који је дјеловао у оквиру Министарства унутрашњих послова Републике Српске.
Обавјештајно-безбједносна служба Републике Српске се бавила прикупљањем и анализирањем података о:
- обавјештајним активностима и информацијама политичког, војног и економског карактера и дјелатностима које су усмјерене на рушење уставног уређења Републике Српске и Босне и Херцеговине;
- тероризму и другим кривичним дјелима и активностима којима се угрожава безбједност Републике Српске, илегалном међународном промету наркотика и покушајима уношења из иностранства радиоактивног отпадног материјала, као и недозвољеном промету нуклеарним материјама;
- покушајима стварања илегалних оружаних формација у Републици или изван ње, које имају за циљ да угрозе безбједност Републике;
- организованом међународном и криминалу између Републике Српске и Федерације Босне и Херцеговине;
- активностима које представљају кривична дјела међународног и хуманитарног права;
- илегалним делатностима од значаја за безбједност личности и институција Републике Српске и Босне и Херцеговине које се штите по посебним одлукама, као и шефова страних држава, влада, дипломата, међународних организација и делегација приликом њиховог боравка у Републици;
- контраобавјештајна дјелатност и заштита сопствених структура и виталних интереса републичких органа и организација, као и грађана, укључујући и заштиту тајности података од значаја за безбједност Републике;
- други послови од интереса за заштиту уставног поретка и безбједност Републике Српске.

Министарство унутрашњих послова Републике Српске је било дужно да обавјештава Службу о свим подацима из њене надлежности и од значаја за њено функционисање.

## Организација
Обавјештајно-безбједносна служба Републике Српске је имала својство правног лица, а сједиште јој је било гдје и сједиште предсједника Републике Српске. Службом је руководио директор, који ју је представљао и заступао. Био је овлашћен да савјетује предсједника Републике о питањима од значаја за безбједност Републике Српске.
Директора и његовог замјеника је именовао предсједник Републике Српске, а помоћнике је постављао директор. Међутим, Законом о изменама и допунама Закона о Обавештајно-безбедносној служби Републике Српске било је предвиђено да директора именује Влада Републике Српске уз сагласност предсједника Републике Српске, а да замјеника и помоћника поставља и разрјешава сама Влада.
За вођење унутрашње контроле законитости операција Службе био је задужен главни инспектор. При Народној скупштини Републике Српске, постојала је Комисија за праћење и контролу рада Обавјештајно-безбједносне службе Републике Српске која се образовала на предлог предсједника Републике.